# Anglesit

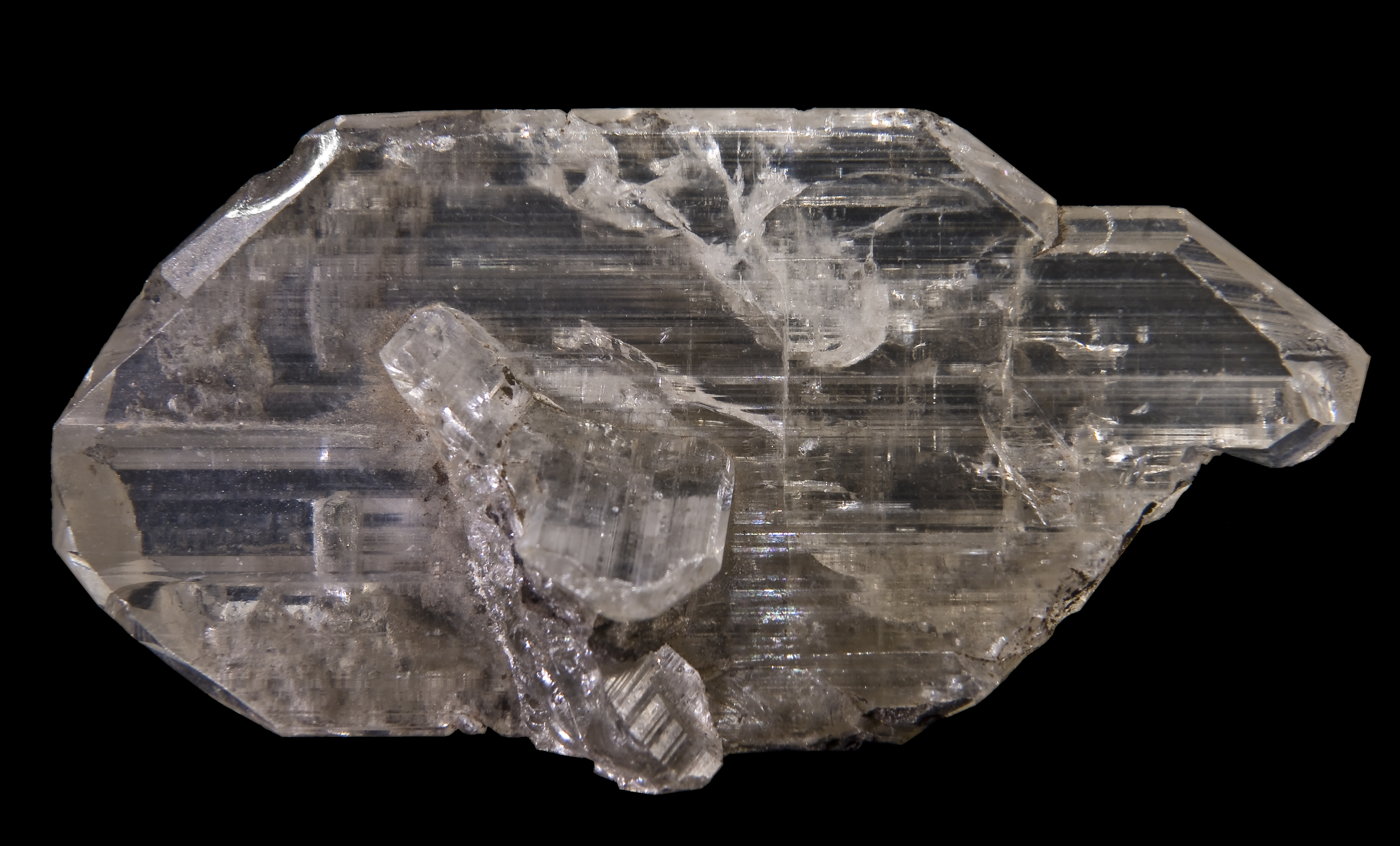
Anglesitkristall

Anglesit, blysulfatmineral med den kemiska sammansättningen blysulfat, PbSO4. Anglesit är färglöst till vitt, ibland grön- eller gulaktigt grå; vitt streck; diamant- till fettglans; hårdhet 2,5–3; relativ densitet 6,4; god spaltning; mussligt brott.
Anglesit förekommer som en oxidationsprodukt av primär blysulfidmalm, galena. Den förekommer som prismatiska ortorombiska kristaller och jordmassor, och är isomorf med baryt och celestin. Den innehåller 74 viktprocent bly.

## Förekomst
Anglesit identifierades som mineral första gången på ön Anglesey 1783 av Dr. Withering, som upptäckte den i Parys koppargruva i Anglesey. Namnet anglesit introducerades av François Sulpice Beudant 1832. Kristallerna på denna ursprungliga fyndort var vanligtvis avgränsade av fyra ytor av ett prisma och fyra ytor av en kupol. De är brungula till färgen på grund av en fläck av limonit. Anglesitkristaller från exempelvis Monteponi på Sardinien är genomskinliga och färglösa med adamantinglans och vanligtvis modifierade av många ljusa ytor. Variationen av kombinationer och former som presenteras av kristallerna är mycket omfattande, nästan tvåhundra distinkta former presenterade V. von Lang i sin monografi över arten. Utan mätning av vinklarna är kristallerna ofta svåra att identifiera. Det finns distinkta spaltningar parallellt med ytorna på prismat (110) och basalplanet (001), men dessa är inte så välutvecklade som i baryt och celestit.

## Användning
Anglesit har bland annat använts som vitt färgpigment, C.I. Pigment White 3 (77630). Motsvarande pigment på rent blysulfat har beteckningen PW2 (77633). Det är mindre lösligt än blyvitt (PW1) men är ändå giftigt på grund av blyinnehållet. Anglesit utvinns som malm där den förekommer i massiv form, exempelvis i Australien och Mexiko.
Anglesit används ibland som ädelsten.

## Galleri

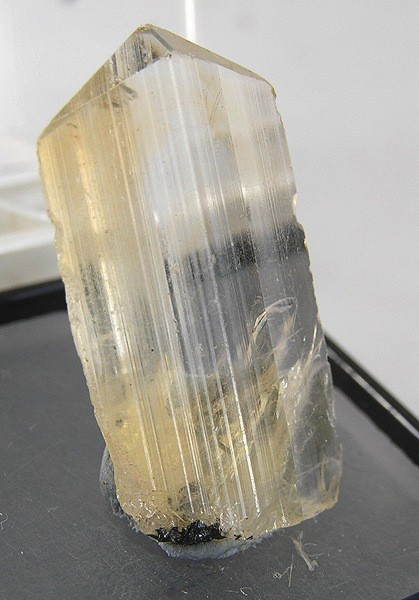
Anglesitkristall från Touissitdistriktet, Marocko (storlek: 2,8 × 1,6 × 0,5 cm)
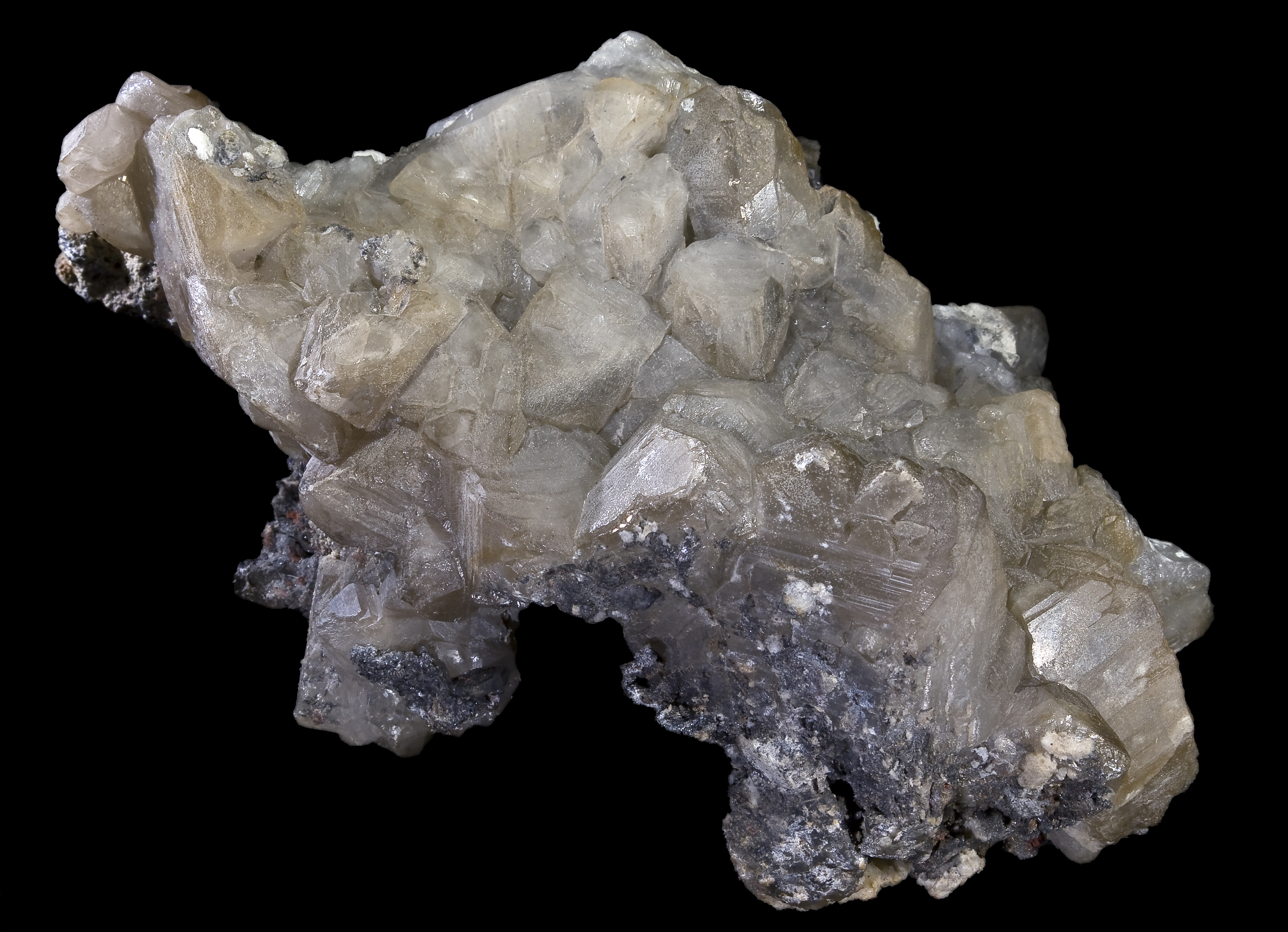
Anglesit från Monteponigruvan, Iglesias, Carbonia-Iglesias-provinsen(size:15,3 × 7cm)
Anglesitdiagram som visar dess ortorombiska kristallform